# بخش مونترگی
بخش مونترگی (به فرانسوی: Arrondissement de Montargis) یک بخش در فرانسه است که در لوآره واقع شده‌است.